# قسطنطين الخامس
قسطنطين الخامس (بالإنجليزية: Constantine V)، (باليونانية: Κωνσταντῖνος Ε΄, Kōnstantinos V)، هو إمبراطور بيزنطي حكم خلال الفترة الممتدة من عام 741 حتى عام 775. شهد عهده توطيد الوضع الأمني في بيزنطة في وجه التهديدات الخارجية. استفاد قسطنطين من الحرب الأهلية التي دارت رحاها في العالم الإسلامي من أجل شن هجمات محدودة على الجبهة العربية وذلك بحكم كونه قائدًا عسكريًا متمكنًا. كذلك بادر قسطنطين إلى شن حملات عسكرية متكررة على البلغار في البلقان بعد تأمينه الجبهة الشرقية. لعب نشاطه العسكري وسياسته الرامية إلى توطين السكان المسيحيين من الجبهة العربية في تراقيا دورًا في إحكام قبضة بيزنطة على أقاليمها في البلقان.
كانت الفتنة واللغو الديني من السمات البارزة التي ميزت عهده. إذ أدى دعمه الشديد لتحطيم الأيقونات ومعارضته للرهبانية إلى ذم المؤرخين والكتاب البيزنطيين اللاحقين لشخصه ووصل بهم الأمر أن لقبوه بـ«صاحب الاسم الملطخ بالروث».
تمتعت الإمبراطورية البيزنطية بفترة من الازدهار الداخلي المتزايد إبان عهد قسطنطين. كذلك يعود إليه الفضل في إقرار عدد من الإصلاحات والابتكارات الهامة على الصعيدين العسكري والإداري.

## حياته

### بداية حياته
قسطنطين وُلد في القسطنطينية، الابن والوريث للعرش بعد أبيه ليو الثالث وأمه ماريا. في أغسطس 720 تم ربطه كوريث قادم للعرش بعد أبوه. تزوج من خازاريا، ابنة حاكم الخزر بهار. عروسه الجديدة عُمدت كأيرين (والتي تعني السلام) في 732. قسطنطين الخامس خلف والده كحاكم وحيد في 8 يونيو 741.

### الحرب الأهلية ضد أرتاباسدوس
في يونيو 741 أو 742. بينما كان قسطنطين الخامس يعبر أسيا الصغري لكي يحارب علي الجبهة الشرقية ضد الدولة الأموية تحت حكم الخليفة هشام بن عبد الملك، هُوجم من قَبل أخيه الشقيق أرتاباسدوس، والذي كان متزوجاً من أخت قسطنطين الكبري آنا. أرتاباسدوس كان إستراتيجوس ثيمة أرمانيكا.
احتمي قسطنطين في عمورية، في حين أن أرتاباسدوس تقدم إلي القسطنطينية وتم استقباله كإمبراطور. قسطنطين حصل على الدعم من ثيمة ثريسيان وثيمة أنتالوك. أرتاباسدوس أمن الدعم من جهة ثيمات تراقيا وأوبوسكيون، بالإضافة إلي الدعم من جنوده من ثيمة أرمانيكا.
الأباطرة المتحاربون أخذوا وقتهم في التجهيزات الحربية، أرتاباسدوس تقدم ضد قسطنطين في مايو 743 لكنه هُزم. بعدها بثلاثة شهور هزم قسطنطين ابن أرتاباسدوس نيكتاس وتوجه ناحية القسطنطينية. في بداية نوفمبر تم إستقبال قسطنطين كإمبراطور مُسلم به إلي العاصمة وبعدها مباشرة توجه إلى خصومه، ربما قام بإعمائهم أو إعدامهم.

### حربه ضد الأيقونات والصور
لمعلومات أكثر: حرب الأيقونات البيزنطية
موقف قسطنطين ضد الأيقونات كان واضحاً:«لا يمكن تصويره. لماذا تجسد ذلك في شخص واحد، إن ذلك الشخص قد صُور بوضوح من خلال الطبيعة الإلهية التي لا يمكن تصويرها»

## عهده

### دعمه تحطيم الأيقونات
دعم قسطنطين تحطيم الأيقونات على غرار والده الإمبراطور ليو الثالث. كان تحطيم الأيقونات حركة لاهوتية رفضت تبجيل الصور الدينية وسعت إلى تدمير الصور الموجودة أصلًا. اعتُبر تحطيم الأيقونات من الهرطقات المخلة بالدين في ما بعد. دخل التيار المناصر للأيقونات والذين كان أتباعه من أعداء قسطنطين اللدودين في صراع ديني طويل ومرير حول الأمر ودافعوا خلاله عن تبجيل الأيقونات. ووصل الأمر بالكتاب المناصرين للأيقونات أن أطلقوا على قسطنطين لقب «كوبرونيموس» والذي يحمل دلالةً ازدرائيةً بمعنى «صاحب الاسم الملطخ بالروث». أطلق هؤلاء من خلال استعمالهم لهذا الاسم القبيح شائعةً مفادها أن قسطنطين نجس عماده حين كان طفلًا رضيعًا بعد تغوطه في مغطس الماء وعلى القماش الإمبراطوري أرجواني اللون الذي قُمط فيه.
شكك قسطنطين بشرعية جميع التمثيلات التي صورت الله أو المسيح. استعمل يوحنا الدمشقي وهو أحد آباء الكنيسة مصطلح «الأمر غير القابل للإحاطة» في ما يرتبط بتصوير الله. رأى قسطنطين في معرض رده على الصلة اللغوية بين الأشياء التي لا يمكن الإحاطة بها وتلك غير القابلة للتصوير بأن الأولى لا يمكن تصويرها بحق على هيئة أيقونات. كذلك لا يمكن تصوير المسيح نظرًا لأن اللاهوت المسيحي يرى أن المسيح هو الله. أدلى الإمبراطور بدلوه في النقاش اللاهوتي الدائر حينها بفعالية. وتشير الأدلة إلى تأليفه ثلاثة عشر أطروحة لاهوتية حول الأمر وبقي منها أطروحتين مجزئتين. كذلك استعرض قسطنطين آرائه الدينية في الاجتماعات التي عقدت في جميع أنحاء الإمبراطورية من خلال إرسال ممثلين عنه يحاججون برأيه. عقد قسطنطين اجتماعًا لسينودس كنسي في بلدة هايريا خلال شهر فبراير من عام 754. كان جميع الحضور من الأساقفة المناصرين للأيقونات. ومع ذلك أعرب المجلس عن موافقته على سياسة قسطنطين الدينية إزاء الأيقونات معتبرًا أن المحاماة عن الأيقونات تستوجب الطرد الكنسي، وتوصل المجلس إلى انتخاب بطريرك جديد مناوئ للأيقونات. بيد أن المجلس رفض تأييد جميع سياسات قسطنطين التي تأثر بعضها بالفصيل الأكثر تشددًا من التيار الداعي إلى تحطيم الأيقونات، وانتقد المجلس تبجيل كل من مريم أم يسوع والقديسين. أكد المجلس منزلة مريم كأم الله (ثيوتوكوس) وحافظ على استعمال كلمتي قديس ومقدس باعتبارهما مصطلحين شرعيين. كذلك أدان المجلس المحاولات الرامية إلى قمع تبجيل الأيقونات من خلال اللجوء إلى تدنيس حرمة الكنائس أو حرقها أو نهبها.
أعقب انعقاد مجلس هايريا حملة لإزالة الأيقونات من جدران الكنائس وتطهير البلاط والطبقة البيروقراطية من أنصار الأيقونات. استهدف قسطنطين الأديرة بصورة خاصة نظرًا لأنها كانت تميل إلى أن تكون معاقل للتيار الموالي للأيقونات، فضلًا عن عدم إسهامها بتلبية الاحتياجات الدنيوية للدولة إلا بقدرٍ قليل لا يذكر. كذلك أوعز قسطنطين بمصادرة ممتلكات الأديرة ومنحها للدولة أو الجيش. قاد الجنرال الإمبراطوري ميخائيل لاخانودراكون الجزء الأكبر من هذه الإجراءات القمعية المتخذة بحق الرهبان وهدد من قاوم منهم بالعمى والنفي. نظم لاخانودراكون في مضمار العاصمة فعاليةً لتزويج عدد من الرهبان والراهبات ببعضهم البعض بالإكراه وسخر علنًا من تعهداتهم الدينية بالعفة. تعرض ستيفن نيوس (وهو أحد رؤساء الأديرة الموالين للأيقونات) للضرب حتى الموت على أيدي غوغاء من الناس بإيعاز من السلطات. وهكذا فر العديد من الرهبان إلى جنوب إيطاليا وصقلية هربًا من الاضطهاد الحاصل. أدت المقاومة الشرسة التي أبداها الرهبان الموالين للأيقونات وأنصارهم إلى بلوغ دعايتهم الدائرة المقربة من الإمبراطور. رد قسطنطين بحسم ودون هوادة بعدما علم بالمؤامرة التي حاكها الموالين للأيقونات ضده. إذ عرض ثمانية عشر من كبار الشخصيات في مضمار العاصمة أمام الملأ بتهمة الخيانة وحكم عليهم بالإعدام أو العمى أو النفي في عام 765. انكشف تورط بطريرك القسطنطينية قسطنطين الثاني في هذه المؤامرة وهو ما أدى إلى عزله من منصبه ولقي حتفه في العام التالي بعدما تعرض للتعذيب وقُطع رأسه.
ذهبت حركة تحطيم الأيقونات بحلول نهاية عهد قسطنطين إلى حد اعتبار الصلاة للقديسين والآثار الدينية ضروبًا من الهرطقة أو أنها اعتبرتها مثيرة لقدرٍ عظيمٍ من الشك على أقل تقدير. شككت الدراسات الحديثة نسبيًا من مدى وجود حملات رسمية فعلية سعت إلى تدمير أو طمس الأيقونات الدينية أو وجود حملة برعاية الدولة لتدمير الآثار الدينية. فمثلًا لا يوجد دليل على فرض قسطنطين حظر رسمي على تبجيل القديسين. إذ وصلنا العديد من الأيقونات الدينية العائدة إلى فترة ما قبل عهد تحطيم الأيقونات وتشير عدد من الروايات الموجودة إلى أن هذه الأيقونات احتُفظ بها من خلال إخفائها. وعمومًا يبدو أن ثقافة التمثيل التصويري الديني لم تتأثر بفترة تحطيم الأيقونات وظلت على حالها إلى حدٍ كبير. كان هنالك مبالغة بحجم وشدة الدمار الناجم عن تحطيم الأيقونات والآثار الدينية في الأعمال التي ألفها الكتاب الموالين لتبجيل الأيقونات في ما بعد.
اعتبر أنصار الأيقونات وفاة قسطنطين عقابًا إلهيًا. أزيل رفات قسطنطين من المدافن الإمبراطورية في كنيسة الرسل المقدسة خلال القرن التاسع بعد النصر النهائي للتيار الموالي للأيقونات.

### السياسات الداخلية والإدارة
تعمد قسطنطين استعمال المضمار الذي نظمت فيه سباقات العربات ذات الشعبية الكبيرة من أجل التأثير على سكان القسطنطينية وذلك نظرًا للاهتمام الكبير الذي أولاه لجذب الشعبية. لجأ قسطنطين إلى استعمال فصائل مضمار السباق المختلفة من أجل تحقيق مآربه. إذ تحكمت هذه الفصائل بفرق سائقي العجلات المتنافسة ومشجعيها وكانت تتمتع بسطوة اجتماعية واسعة وهو ما مكنها من حشد عدد كبير من المواطنين. أضحى المضمار موقع إجراء طقوس الإذلال التي استهدفت أسرى الحرب والخصوم السياسيين والتي كانت الغوغاء تستمتع بمتابعتها. مثّل الشعب والجيش مصدر الدعم الرئيسي لقسطنطين ولذلك عمل الأخير على استخدامهما ضد خصومه المناصرين للأيقونات في الأديرة وبين أبناء الطبقة البيروقراطية في العاصمة. لم يكن تحطيم الأيقونات محض قناعة دينية إمبراطورية وحسب بل حظي بدعم شعبي كبير: قد يكون الدافع وراء بعض الإجراءات التي اتخذها قسطنطين بحق مؤيدي تبجيل الأيقونات تنبع من رغبته في الحفاظ على تأييد الشعب والجيش لحكمه. كانت الأديرة معفاة من الضرائب وكان الرهبان معفيين من الخدمة في الجيش ولذلك قد تكون كراهية الإمبراطور لهم نابعة إلى حد كبير من اعتبارات علمانية ومالية واعتبارات أخرى مرتبطة بالقوى العاملة أكثر من كونها رد فعل على عقيدتهم اللاهوتية.

## الأدب
- Ostrogorsky، George (1956). History of the Byzantine State. Oxford: Basil Blackwell. مؤرشف من الأصل في 2019-12-12.
- The قاموس أكسفورد لبيزنطة, Oxford University Press, 1991.

| قسطنطين الخامس السلالة المقدونيةولد: 718 توفي: 14 سبتمبر 775 |                                                |                 |
| ألقاب ملكية                                                  |                                                |                 |
| سبقه ليو الثالث الإيساوري                                    | الإمبراطور البيزنطي 18 يونيو 741–14 سبتمبر 775 | تبعه ليو الرابع |